# Fjällryggigt eldöga
Fjällryggigt eldöga (Pyriglena atra) är en fågel i familjen myrfåglar inom ordningen tättingar.

## Utseende och läten
Fjällryggigt eldöga är en 17,5 cm myrfågel med som namnet avslöjar röda ögon. Hanen är enhetligt svart med en vit fläck på ryggen formad av vita fjäderbaser, svarta subterminala band och vita kanter. Honan är rostbrun ovan med svartaktig stjärt, grå fjäderbaser mellan skuldrorna och beigebrun undersida med vitaktig strupe. Båda könen liknar andra eldögon, men delar inte utbredningsområde med dessa. Hanen skiljer sig genom fläcken på ryggen och varningslätet, ett långt och utdraget "peerit", stigande på slutet. Sången är lik den hos andra eldögon och består av en serie med något fallande visslingar, "fíu".

## Utbredning och systematik
Fågeln förekommer i låglänta områden i kustnära östra Brasilien (södra Sergipe och kustvattnen vid nordöstra Bahia). Den behandlas som monotypisk, det vill säga att den inte delas in i några underarter.

## Status
IUCN kategoriserar arten som starkt hotad.